# Oberdomänendirektorium
Das Oberdomänendirektorium war eine Behörde des preußischen Staates.
Das Oberdomänendirektorium wurde 1699 vom brandenburgischen Kurfürst Friedrich III., dem späteren preußischen König Friedrich I. eingerichtet. Das Direktorium war die oberste Kontrollbehörde der Domänenverwaltung. Mit der Schaffung des Oberdirektoriums sollten die Güter, die direkt der Krone unterstanden, besser verwaltet und kontrolliert werden. 
Bereits 1711 wurde das Oberdomänendirektorium durch die Hofkammer abgelöst.